# Шмидт, Генрих (футболист)
Генрих Шмидт (нем. Heinrich Schmidt; 10 января 1912, Гершвайлер, Саарбрюккен, Германская Империя — 16 августа 1988) — немецкий футболист, защитник. Сыграл один матч за сборную Саара.

## Биография

### Клубная карьера
Практически всю карьеру провёл в футбольном клубе «Саарбрюккен» за который выступал с 1936 года и вплоть до конца своей карьеры в 1952.

### Карьера в сборной
22 ноября 1950 года принял участие в первом международном матче в истории сборной Саара против второй сборной Швейцарии, который закончился победой саарцев со счётом 5:3. В дальнейшем за сборную не играл.